# Editor Microsoft
El Editor Microsoft es un asistente de escritura de código cerrado impulsado por la IA y disponible para Word, Outlook y una extensión de navegador Chromium que forma parte de Office 365. Incluye lo esencial de un asistente de escritura, como un corrector gramatical y ortográfico. Microsoft ofrece una versión básica de Editor de forma gratuita, pero los usuarios deben tener una cuenta de Microsoft.

## Herramientas y características
Editor Microsoft puntúa con base en:

### Correcciones:[3]
- Ortografía

- Gramática básica: Señala las mayúsculas, la concordancia sujeto-verbo, el uso del guion y otros errores gramaticales básicos.

- Gramática avanzada (sólo en la versión prémium): Marca las preguntas indirectas, las frases mal pronunciadas, las frases comúnmente confundidas y otros problemas gramaticales más robustos.

### Refinamientos (sólo en la versión prémium)
Tal y como se describe en el documento de Microsoft: Descripciones detalladas de las instrucciones de gramática y mejoras, las correcciones de gramática y otras mejoras ofrecidas por el servicio son:

#### Claridad
Infinitivo introductorio, «que» galicado, uso de gerundios, uso de un nombre seguido de 'a' más infinitivo, y voz pasiva.

#### Concisión
Abuso de adverbios de modo, abuso de infinitivos, redundancia, repetición de adjetivos y adverbios, y uso de secuencias de verbos.

#### Lenguaje formal
Concordancia del verbo en construcciones partitivas, expresiones no recomendadas, y uso de 'mismo'.

#### Lenguaje no discriminatorio
Discapacidad, género, orientación sexual, y raza u origen.